# Dealu Negru
Dealu Negru – wieś w Rumunii, w okręgu Kluż, w gminie Călățele. W 2011 roku liczyła 398 mieszkańców.